# Großer Riedelstein
Le Großer Riedelstein est une montagne culminant à 1 133 mètres d'altitude dans le massif de la forêt de Bohême.
C'est le plus point culminant du Kaitersberg. Le monument en pierre qui orne son sommet rocheux est en l'honneur du poète Maximilian Schmidt.
En été, le Großer Riedelstein est une montagne de randonnée avec un panorama de tous les côtés, en hiver, une remontée mécanique mène de l'Ecker Sattel au-dessous du sommet. Certains sentiers de randonnée mènent au sommet, notamment depuis Thalersdorf, Arnbruck et Arrach. En outre, le sentier européen E6 passe par le Großer Riedelstein sur son itinéraire de Bad Kötzting au Großer Arber.
Non loin du sommet se trouve une importante zone d'escalade, le Rauchröhren. Au sud se trouve la Kleine Riedelstein (1 042 m).
Le sommet se compose d'une falaise rocheuse qui s'incline fortement vers le sud à partir de gneiss métatectiques typiques (partiellement fondus). Les bandes fibrillées avec des zones claires de quartz et de feldspath et les zones sombres non fondues de biotite, cordiérite et sillimanite sont caractéristiques.